# What I Learned About Ego, Opinion, Art & Commerce
What I Learned About Ego, Opinion, Art & Commerce es el primer álbum recopilatorio de la banda The Goo Goo Dolls, fue lanzado el 17 de julio de 2001.
La pistas 1-4 son del álbum Dizzy up the girl, las pistas 5-9 son del álbum A boy named Goo, las pistas 10-16 son del álbum Superstar car wash, las pistas 17-20 son del álbum Hold me up, la pista 21 es del álbum Jed y la pista 22 es del álbum The Goo Goo Dolls. Múltiples canciones fueron remasterizadas como Acoustic #3 y All eyes on me tienen un interludio extendido. Two day in February fue regrabada por Rzeznik de la versión original. El tema Naked tiene una versión diferente a la original. Todas las canciones fueron digitalmente remasterizadas a un sonido mucho mejor que las originales.
El álbum no es un recopilatorio de los mejores éxitos de la banda, como Iris o Name, es una selección de canciones de sus álbumes anteriores que no fueron lanzados como sencillos excepto cuatro temas.
Incluye los sencillos: There You Are, We Are The Normal, Flat Top y Naked.

## Lista de canciones
| N.º | Título                                                      | Duración |  |
| 1.  | «Bullet Proof»                                              | 4:37     |  |
| 2.  | «All Eyes On Me»                                            | 4:04     |  |
| 3.  | «Amigone»                                                   | 3:15     |  |
| 4.  | «Acoustic #3»                                               | 1:53     |  |
| 5.  | «Naked»                                                     | 4:05     |  |
| 6.  | «Ain't That Unusual»                                        | 3:19     |  |
| 7.  | «Burnin' Up»                                                | 2:32     |  |
| 8.  | «Flat Top»                                                  | 4:29     |  |
| 9.  | «Eyes Wide Open» ("Name" is in this spot on the UK version) | 3:55     |  |
| 10. | «Fallin' Down»                                              | 3:14     |  |
| 11. | «Another Second Time Around»                                | 3:00     |  |
| 12. | «Cuz You're Gone»                                           | 3:33     |  |
| 13. | «We Are The Normal»                                         | 3:36     |  |
| 14. | «Girl Right Next To Me»                                     | 3:44     |  |
| 15. | «Lucky Star»                                                | 3:06     |  |
| 16. | «On The Lie»                                                | 3:16     |  |
| 17. | «Just The Way You Are»                                      | 3:14     |  |
| 18. | «Two Days In February» (Re-recorded in 2000)                | 3:12     |  |
| 19. | «Laughing»                                                  | 3:41     |  |
| 20. | «There You Are»                                             | 3:05     |  |
| 21. | «Up Yours»                                                  | 1:37     |  |
| 22. | «I'm Addicted»                                              | 2:59     |  |